# Touch It
Touch It è un singolo del rapper statunitense Busta Rhymes, pubblicato nel 2005 ed estratto dall'album The Big Bang.
Il brano contiene un sample tratto dalla canzone Technologic del duo Daft Punk.
Un remix ufficiale uscito nel 2006 vede la partecipazione di numerosi artisti ovvero Mary J. Blige, Rah Digga, Missy Elliott, Lloyd Banks, Papoose e DMX.